# Ministerium für Bergbau und Energie (Namibia)
Das Ministerium für Industrialisierung, Bergbau und Energie (MIME; englisch Ministry of Industrialization, Mines and Energy) ist das Industrie-, Bergbau- und Energieministerium von Namibia. Es schließt erst seit März 2025 das Portfolio Industrialisierung des ehemaligen Ministerium für Handel und Industrie mit ein.
Dem Ministerium steht seit dem 22. März 2025 Minister Natangwe Ithete vor.
Das Ministerium spielt aufgrund der überragenden Rolle des namibischen Bergbaus für die namibische Wirtschaft eine besonders wichtige Rolle. Das Ministerium gliedert sich in fünf Direktorate. Es werden unter anderem Bergbaulizenzen vergeben und die Energieversorgung durch das staatliche Unternehmen Namibia Power Corporation sichergestellt. Das Direktorat „Geologische Dienste“ (Geological Survey) führt geologische Forschungen vor allem in der Wüste Namib durch. Zu diesem gehört auch das Geowissenschaftliche Nationalmuseum.